# NGC 660
NGC 660 è una galassia peculiare ad anello polare situata nella costellazione dei Pesci a 45 milioni di anni luce di distanza dalla Terra. Fa parte del piccolo gruppo di galassie di M74 e probabilmente si è formata un miliardo di anni fa in seguito a una collisione tra due galassie. Verso la fine del 2012 in questa galassia è avvenuta un'enorme esplosione la cui luminosità ha superato di circa dieci volte l'esplosione di una supernova. La causa non è stata ancora chiarita completamente, ma questo evento pare sia stato causato da un immenso getto di materia emanato dal buco nero centrale situato nel nucleo galattico.
L'anello non è effettivamente polare, ma ha piuttosto un'inclinazione rispetto al piano del disco ospite di circa 45 gradi. Le aree color rosa indicano una formazione stellare causata dall'interazione gravitazionale in seguito alla collisione tra le due galassie. L'anello ha un diametro di 50 000 anni luce, molto più ampio del disco stesso, e ha una maggior quantità di gas rispetto all'anello ospite, mentre la formazione stellare è notevolmente superiore e molto violenta, tanto da essere classificata anche come galassia starburst, e per l'attività del suo nucleo, come galassia di Seyfert. L'anello polare contiene centinaia di oggetti, molte stelle sono supergiganti rosse e blu, con le componenti più giovani che si sono formate circa 7 milioni di anni fa, indicando che la formazione stellare è stata un lungo processo ed è ancora in corso.
I dati sull'alone di materia oscura di NGC 660 possono essere estratti osservando gli effetti gravitazionali della materia oscura sul disco e sulla rotazione dell'anello. Dal nucleo del disco vengono emesse onde radio, che provengono da un'area di soli 21 anni luce di diametro. Questo potrebbe indicare la presenza di un super-ammasso di stelle situato all'interno di un'area di nubi di gas. La forma dell'alone oscuro, che resta invisibile, può essere dedotta dall'influenza gravitazionale che la materia oscura esercita sull'anello.